# Whitley Castle
Whitley Castle je rozlehlá římská pevnost s půdorysem jedinečného tvaru, která leží v anglickém hrabství Northumberland na severozápad od městečka Alston v Cumbrii. Římané ji pojmenovali Epiacum. Byla postavena počátkem 2. století a alespoň částečně zbořena a přestavěna kolem roku 200 a znovu kolem roku 300. Zanikla v 2. polovině 4. století.
Díky poloze 330 metrů nad mořem je Epiacum ze všech kamenných římských pevností v Británii tou, která leží nejvýš. Hájila ji posádka složená zhruba ze 600 mužů, z toho bylo 480 pěšáků a 128 jezdců.
Pevnost pravděpodobně měla za úkol především ovládat okolí Alstonu s doly na olovo a stříbro; dále střežit silnici Maiden Way, po níž se přesunovaly vojenské jednotky, které mohly být v pevnosti ubytovány, a také poskytovala podporu jednotkám hájícím Hadriánův val.

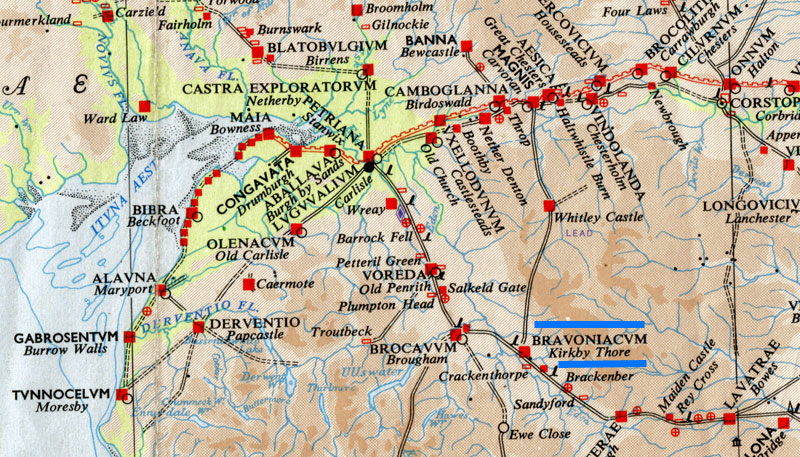
Whitley Castle jižně od Hadriánova valu

Je to jedna z nejodlehlejších římských lokalit v Británii, což pravděpodobně přispělo k tomu, že se do značné míry zachovala.

## Poloha
Pevnost leží v Penninách na jihu hrabství Northumberland blízko hranice s Cumbrií. V době římské se Epiacum nacházelo přibližně 24 km na jih od Hadriánova valu a 32 km na sever od hlavní cesty Maiden Way, která spojovala Luguvalium (Carlisle) na severozápadě s Eboracem (Yorkem) na jihovýchodě, mezi pevností ve vesničce Kirby-Thore (Bravoniacum, Bravniacum) a pevností Magna neboli Magnis.

## Římská pevnost

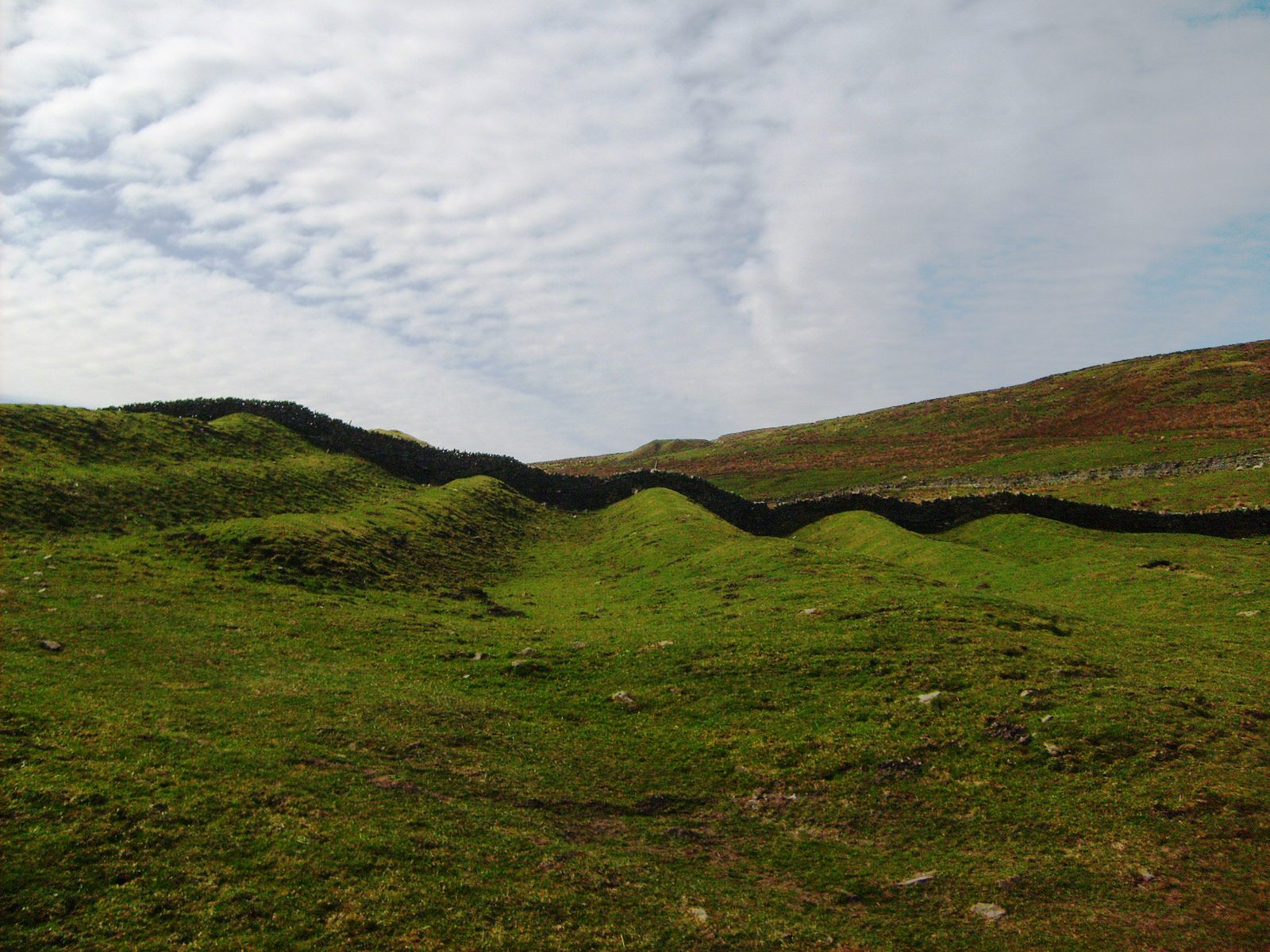
Systém obranných hradeb na severní straně pevnosti Epiacum

### Historie
Na tom místě pravděpodobně stávala pevnost z doby železné, poté tam Římané vybudovali tábor a teprve po něm (v 2. století) pevnost.Tu po přinejmenším částečné demolici kolem roku 200 přestavěli; její zničení spadá do doby povstání severních kmenů v roce 196. Další úpravy proběhly okolo roku 300.

### Rysy typické

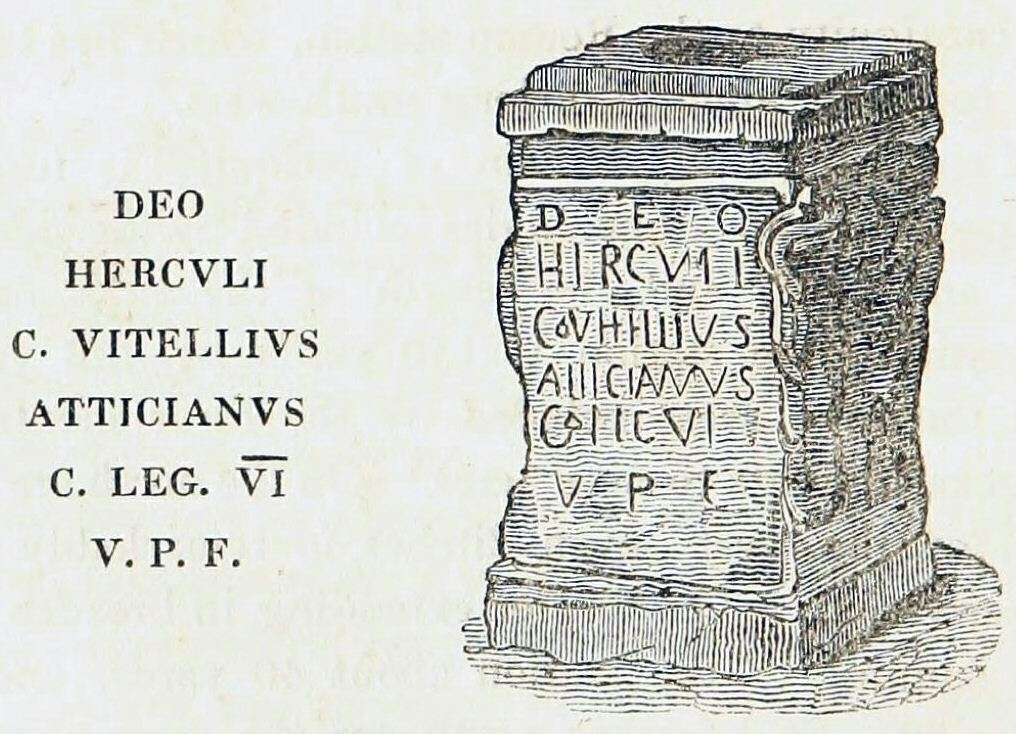
Herkulův oltář nalezený v pevnosti, Thomas Sopwith, 1833. Nyní v Bedfordském muzeu

Zatímco římské pevnosti obvykle mají „tvar hrací karty“ (obdélník se zaoblenými rohy), Whitley Castle dostal kvůli tamějšímu terénu tvar kosočtverce. Zabírá plochu přesahující jeden hektar.
Epiacum je v některých ohledech typickou římskou pevností: uvnitř jsou přímo vedené silnice, které se kříží, budova velitelství (Praetorium), dům velitele, několik kasárenských bloků pro kohortu vojáků pomocných oddílů a sýpky pro skladování potravin. Také jako obvykle jsou mimo samotnou pevnost lázně a chrám (který pomocné oddíly zasvětily císaři Caracallovi). Je tam dále oltář boha Mithry a Herkula.
Zarovnaná plocha v blízkosti pevnosti pravděpodobně sloužila jako cvičiště. Hradby byly původně ze dřeva, později z kamene. Na každé straně byl strážní domek se dvěma věžemi a další věže stály v rozích. Na severovýchodní straně a jihozápadní byly další dvě věže.

### Rysy jedinečné

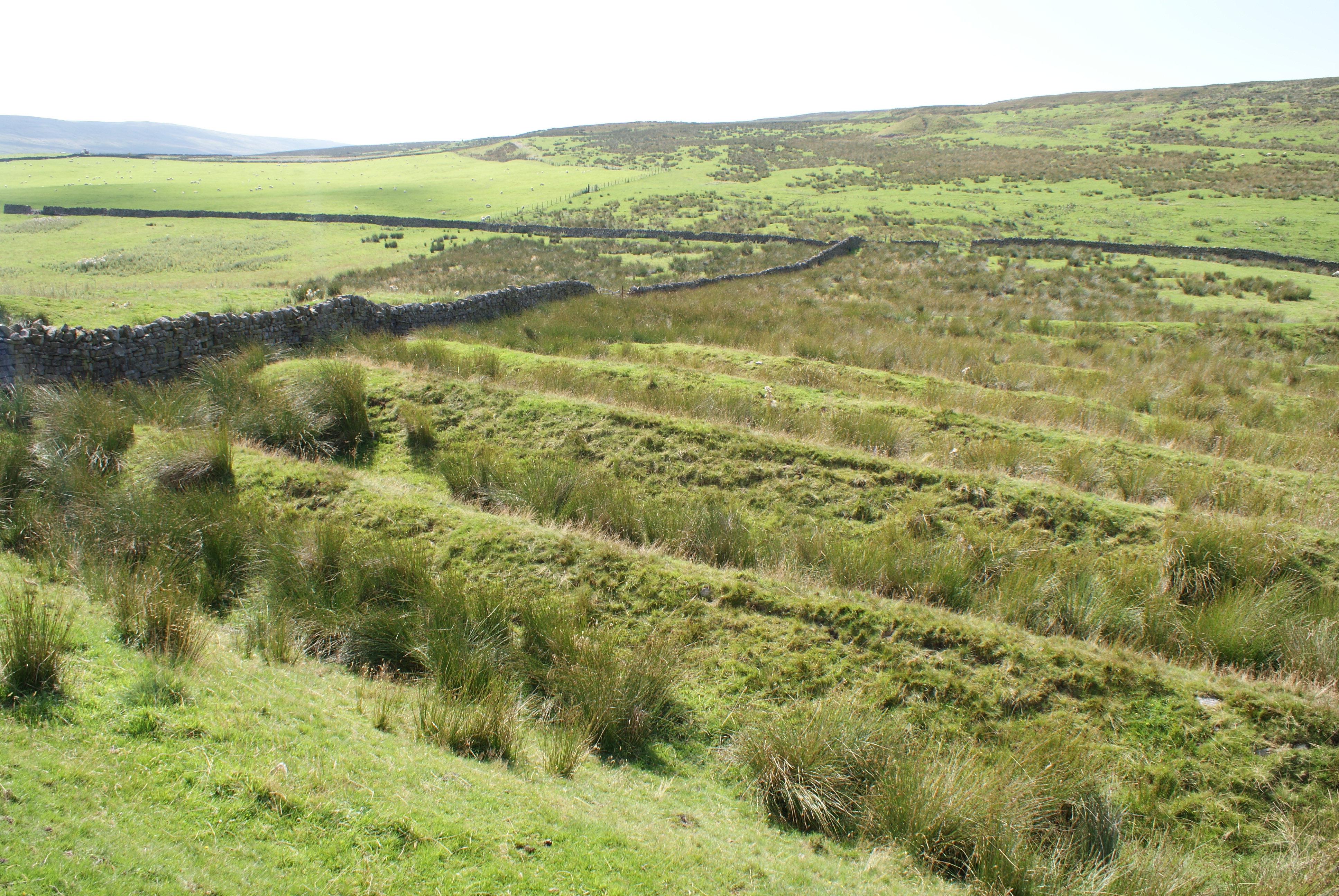
Sedm valů a příkopů (zarostlých sítinou) na západní, svažité straně římské pevnosti

Epiacum má však dva jedinečné rysy. Za prvé, vojenští inženýři upravili obvyklý obdélníkový plán pevností tak, aby vyhovoval zdejším podmínkám: je zdeformován do kosočtverce nebo rovnoběžníka; stavby uvnitř jsou tomu přizpůsobené. Za budovu velitelství bylo natěsnáno šest kasárenských bloků a čtyři před ni, vše na omezené ploše 1,25 ha.
Za druhé, kamenná hradba je navíc obklopena čtyřmi strmými náspy, příkopy a na ostrohu a na svažité straně je takových valů hned sedm. Pevnost má nejsložitější systém obranných ze všech ostatních pevností známých v Římské říši. Důvodem patrně byla hůř zabezpečená poloha pod hřebenem kopce. Vše nasvědčuje silnému ohrožení pevnosti ze západní strany.

## Archeologický výzkum

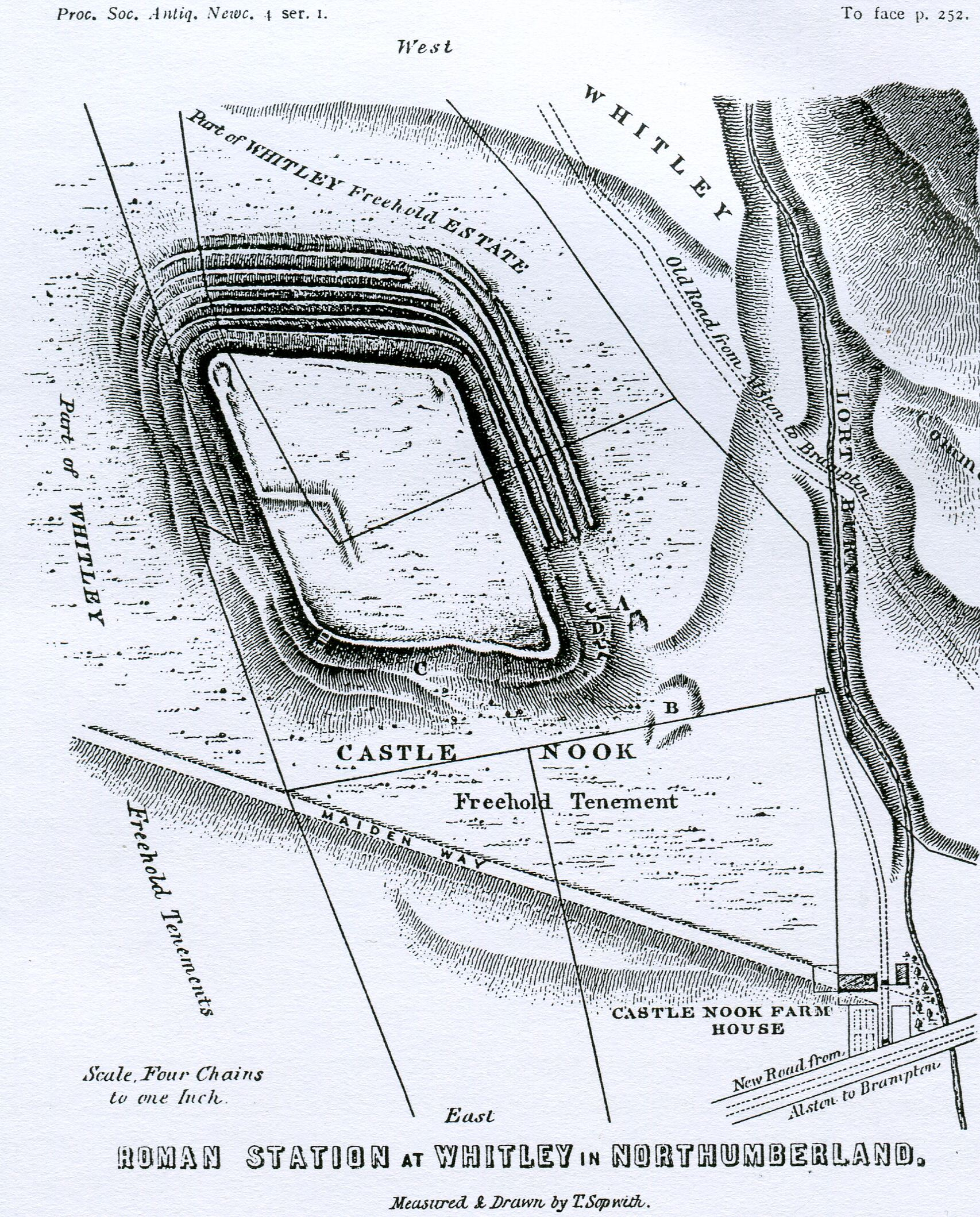
Plán pevnosti, jehož autorem je Thomas Sopwith, 1853. Novodobé zdi byly v roce 2018 do značné míry odstraněny.

Pevnost zkoumal v 19. století geolog Thomas Sopwith, ve 20. století historik Robin George Collingwood; v Archeologii římské Británie z roku 1930 poukazuje na jedinečný tvar pevnosti a mimořádně vysoký počet obranných valů na západní straně kopce.
Podle keramiky nalezené v 50. letech 20. století byla pevnost postavena v roce 122, ve stejné době jako Hadriánův val.
V 21. století tam byl proveden geofyzikální průzkum.
Mezi nálezy z této pevnosti patří oltáře s věnováním bohu Herkulovi od Legio VI Victrix (6. legie) římské armády (která obvykle byla v Eboracu, tedy v Yorku) a bohu Apollonovi od 2. kohorty Nervianů, jednotky pomocného sboru.
Průzkum v letech 2007–2008, který prováděla britská kulturní nezisková organizace English Heritage, objevil velkou římskou civilní osadu neboli vicus na sever a na západ od pevnosti. K nalezeným artefaktům patří mince, keramika či sklo. Intenzivní výzkum zde probíhal v roce 2009.
V roce 2012 provedla Durhamská univerzita v rámci projektu English Heritage geofyzikální průzkum. Půda nebyla odkrývána plošně, archeologové využívali půdu, kterou ze země vyryli krtci. V prosáté půdě byly úlomky terra sigillata z ostrova Samu a další keramiky, korálek z černého jantaru či několik železných hřebíků; dále bronzový delfín z lázní, nejspíš rukojeť nějakého nástroje, například břitvy.

## Název
Římský název pevnosti, Epiacum, je uveden v Ptolemaiově Geografii jako první z měst v severovýchodní Anglii v oblasti obývané kmenem Brigantů. Název pravděpodobně znamená „Eppiův majetek nebo jeho pozemky“. Eppius je pořímštěné keltské nebo britské jméno; mohl to být náčelník kmene Brigantů.
Epiacum je pravděpodobně zkrácená podoba názvu Epiacumen.

## Ochrana
Tato lokalita na vyvýšeném místě na farmě Castle Nook je soukromém vlastnictví.
Na ploše se pasou ovce. Pozůstatky pevnosti leží pod trávou a jsou nejzřetelněji vidět na leteckých fotografiích.
Jde o chráněnou starověkou památku.